# Lagavulin
Lagavulin (en gaélico escocés: Lag a' Mhuilinn, "hueco del molino") es un pequeño pueblo situado a unas 3 millas (5 km) de Port Ellen, en la isla de Islay (Escocia). El pueblo pertenece a la parroquia de Kildalton, y está situado en la carretera A846.
Es conocido, sobre todo, por ser la cuna del whisky de malta Lagavulin. De hecho, la destilería de Lagavulin es una de las más antiguas de Escocia: si bien su fundación oficial se remonta a 1816, los registros históricos rastrean la destilación ilícita en este sitio hasta una fecha tan temprana como 1742.